# Lillebacka
Lillebacka är en bebyggelse i Torpa socken i Varbergs kommun, Hallands län. SCB avgränsade här en småort 2020.